# Aventure d'un soir (film)
Pour plus de détails, voir Fiche technique et Distribution.
Aventure d'un soir (Two Night Stand) est une comédie romantique américaine de Max Nichols, sortie en 2014.

## Synopsis
Alors que Megan broie du noir côté sentimental, professionnel et presque social, sa colocataire et meilleure amie lui recommande de se lancer avec plus de sérieux dans la recherche du parfait amour sur les sites de rencontre. Ce faisant, elle prend rendez-vous avec un parfait inconnu avec qui elle passe la nuit. Au moment de se séparer le matin, elle est bloquée dans son appartement par la neige annoncée tout le week-end. Commence alors une aventure de plus qu'un soir.

## Fiche technique
- Titre : Two Night Stand
- Réalisation : Max Nichols
- Scénario : Mark Hammer
- Décors : Michael B. Lewis
- Directeur artistique : Nicole Eckenroad
- Costumes : Amy Roth
- Photographie : Bobby Bukowski
- Montage : Matt Garner
- Musique : Matthew de Luca et Neil de Luca
- Production : Sam Englebardt, Ruben Fleischer, Beau Flynn et William D. Johnson
- Sociétés de production : Entertainment One, Demarest Films et Flynn Picture Company
- Pays d'origine : États-Unis
- Langue originale : anglais
- Format : couleurs — 2,35:1 — son Dolby Digital — 35 mm
- Genre : Comédie romantique
- Durée : 86 minutes
- Budget : 1,6 million de dollars
- Dates de sortie :
  - États-Unis : 26 septembre 2014

## Distribution
- Miles Teller : Alec
- Analeigh Tipton (VF : Adeline Chetail) : Megan
- Jessica Szohr : Faiza
- Leven Rambin : Daisy
- Scott Mescudi : Cedric
- Michael Showalter : Rick Raines
- Josh Salatin : Chris
- Kellyn Lindsay : Becca
- Chris Conroy : Ben
- Joey Lauren Adams : Voix de l'agent de service